# Eric Flint

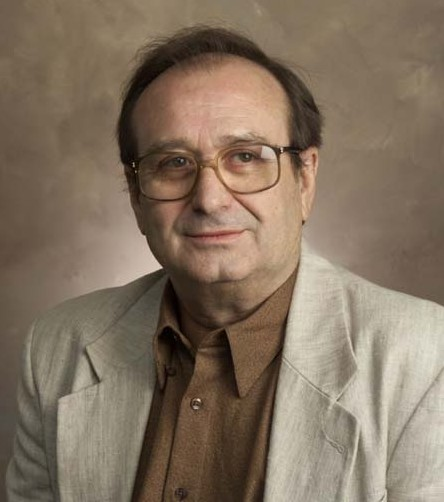
Eric Flint

Eric Flint (Burbank (Californië), 6 februari 1947 - East Chicago (Indiana), 17 juli 2022) was een Amerikaanse bestsellerauteur van tientallen titels over vooral alternatieve geschiedenis en in het genre sciencefiction, maar hij schreef ook humoristische fantasyavonturen. Hij heeft een uitgebreide achtergrond in vakbondsactiviteiten.
Flint won in 1993 de wedstrijd Writers of the Future, publiceerde zijn eerste roman in 1997 en werd fulltime schrijver in 1999.
Na zijn eerste roman werkte hij met David Drake samen aan de serie Belisarius die tamelijk succesvol was.
Zijn succesvolste werk is wel de serie Ring of Fire (ook wel bekend als 1632, naar het eerste werk in de serie). Hij werkt vaak samen met andere auteurs (zoals David Weber) en heeft ook andere auteurs mee laten schrijven aan boeken aan de Ring of Fire-serie, zodat aard en kwaliteit van delen in de serie wisselend zijn.
Voor uitgever Baen Books (dat al zijn vroege werk uitgaf) heeft hij vergeten klassieke werken van James H. Schmitz zoals de boeken over Telzey Amberdon en The Witches of Karres heruitgebracht en later meegeschreven aan vervolgdelen op dit laatste boek.
Hij heeft zich, mede namens uitgever Baen Books, fel afgezet tegen digital rights management en zich ook fel uitgedrukt over verlenging van het auteursrecht. 
In 2013 begon hij een kleine uitgeverij, Ring of Fire Press geheten, die voornamelijk digitale werken publiceert, maar ook fysieke printing-on-demand-boeken kan leveren.
Flint overleed op 75-jarige leeftijd.